# Cryptobatrachus pedroruizi
Espèce
Cryptobatrachus pedroruizi est une espèce d'amphibiens de la famille des Hemiphractidae.

## Répartition
Cette espèce est endémique de Colombie. Elle se rencontre de 930 à 1 800 m sur le versant Ouest de la Serranía de Perijá.

## Étymologie
Cette espèce est nommée en l'honneur de Pedro Miguel Ruíz-Carranza.

## Publication originale
- Lynch, 2008 : A taxonomic revision of frogs of the genus Cryptobatrachus (Anura: Hemiphractidae). Zootaxa, no 1883, p. 28–68.